# Festival de Cannes 2016
Festival de Cannes 2016 foi a sexagésima nona edição do Festival de Cannes, com apresentações cinematográficas de 11 de maio a 22 de maio de 2016. O diretor australiano George Miller foi o presidente do júri da competição, enquanto o ator francês Laurent Lafitte foi o anfitrião das cerimônias de abertura e encerramento.
O filme Café Society, de Woody Allen, abriu o festival e I, Daniel Blake, além de vencer o Palma de Ouro, encerrou a sessão.

## Seleção oficial

### Competição
| Título original       | Diretor(es)                        | País de produção                       |
| --------------------- | ---------------------------------- | -------------------------------------- |
| American Honey        | Andrea Arnold                      | Estados Unidos                         |
| Aquarius              | Kleber Mendonça Filho              | Brasil e França                        |
| Elle                  | Paul Verhoeven                     | Alemanha, Bélgica e França             |
| Mal de pierres        | Nicole Garcia                      | França                                 |
| Bacalaureat           | Cristian Mungiu                    | França e Roménia                       |
| Ah-ga-ssi             | Park Chan-wook                     | Coreia do Sul                          |
| I, Daniel Blake       | Ken Loach                          | França e Reino Unido                   |
| Juste la fin du monde | Xavier Dolan                       | Canadá                                 |
| Julieta               | Pedro Almodóvar                    | Espanha                                |
| The Last Face         | Sean Penn                          | Estados Unidos                         |
| Loving                | Jeff Nichols                       | Estados Unidos e Reino Unido           |
| Ma' Rosa              | Brillante Mendoza                  | Filipinas                              |
| The Neon Demon        | Nicolas Winding Refn               | Estados Unidos                         |
| Paterson              | Jim Jarmusch                       | Estados Unidos                         |
| Personal Shopper      | Olivier Assayas                    | França                                 |
| Forushande            | Asghar Farhadi                     | Irão                                   |
| Rester vertical       | Alain Guiraudie                    | França                                 |
| Sieranevada           | Cristi Puiu                        | Bósnia e Herzegovina, França e Roménia |
| Ma Loute              | Bruno Dumont                       | Alemanha e França                      |
| Toni Erdmann          | Maren Ade                          | Alemanha                               |
| La Fille inconnue     | Jean-Pierre Dardenne, Luc Dardenne | Bélgica                                |

### Un certain regard
| Título original                     | Diretor(es)                     | País de produção         |
| ----------------------------------- | ------------------------------- | ------------------------ |
| Umi yori mo Mada Fukaku             | Hirokazu Koreeda                | Japão                    |
| Apprentice                          | Boo Junfeng                     | Alemanha e França        |
| Me'Ever Laharim Vehagvaot           | Eran Kolirin                    | Israel                   |
| Captain Fantastic                   | Matt Ross                       | Estados Unidos           |
| Eshtebak                            | Mohamed Diab                    | Alemanha, Egito e França |
| La Danseuse                         | Stéphanie Di Giusto             | França                   |
| Câini                               | Bogdan Mirică                   | Bulgária e Roménia       |
| Hymyilevä mies                      | Juho Kuosmanen                  | Finlândia                |
| Fuchi ni Tatsu                      | Kōji Fukada                     | Japão                    |
| Hell or High Water                  | David Mackenzie                 | Estados Unidos           |
| Varoonegi                           | Behnam Behzadi                  | Irão                     |
| La larga noche de Francisco Sanctis | Francisco Márquez, Andrea Testa | Argentina                |
| Pericle il Nero                     | Stefano Mordini                 | Itália                   |
| Omor Shakhsiya                      | Maha Haj                        | Israel                   |
| La Tortue rouge                     | Michael Dudok de Wit            | França e Japão           |
| The Transfiguration                 | Michael O'Shea                  | Estados Unidos           |
| Voir du pays                        | Delphine Coulin, Muriel Coulin  | França                   |
| (M)Uchenik                          | Kirill Serebrennikov            | Rússia                   |